# リターン記号
リターン記号（リターンきごう、英: return symbol）は、約物の1つで、「⏎」と書き表される。一部の日本語のワードプロセッサや文書作成ソフトにおける改行位置にこの記号が表記される。キーボードのエンターキーにこの記号が刻印されていることもある。携帯電話などのボタンやスマートフォンなどのタッチキーボードでもキャリッジ・リターンをあらわすことに用いられる。

## 概要
ワードプロセッサ等でどこで改行しているかを目に見える形として表す記号としてリターン記号が使われるようになった。
また、プログラム言語などのコードにおける改行位置や、コンピュータのコンソールにおいてユーザが改行キーを押さなければいけない場所を、書籍などにおいて表記する目的としてもこの記号が使われる。
エンターキーにこの記号が刻印されているキーボードも多数存在する。
2000年に制定された文字符号化集合のJIS X 0213においてこの記号が規定された。

## 符号位置
| 記号 | Unicode | JIS X 0213 | 文字参照                 | 名称                                                                    |
| ---- | ------- | ---------- | ------------------------ | ----------------------------------------------------------------------- |
| ⏎    | U+23CE  | 1-7-94     | &#x23CE; &#9166;         | リターン記号                                                            |
| ↵    | U+21B5  | -          | &crarr; &#x21B5; &#8629; | キャリッジ・リターン Downwards Arrow With Corner Leftwards （矢印記号） |